# To Verdener (film fra 1918)
To Verdener er en amerikansk stumfilm fra 1918 af Charles Miller.

## Medvirkende
- Norma Talmadge som Ruth Graham / Jeanne La Fleur
- Eugene O'Brien som Howard Marston
- Stuart Holmes som Pascal de Fondras
- John Daly Murphy som Duc de Lissac
- Henry Hebert som Roger Stearns